# Лекториум (проект)
Лекториум — санкт-петербургский коммерческий проект, занимающийся созданием учебных материалов в формате открытых онлайн-курсов, а также съёмкой и размещением видеолекций. Создателем проекта является Яков Сомов. Основная деятельность проекта проходит в Санкт-Петербурге и Москве.

## Курсы
Наибольшее количество лекций посвящено компьютерным наукам, сотрудничество при записи лекций ведется в основном с санкт-петербургскими образовательными учреждениями.
Лекториум использует платформу Open edX с открытым исходным кодом для размещения материалов курсов.